# Orientamento delle chiese
L'orientamento delle chiese è, fin dal Medioevo, il modo in cui venivano edificati e orientati gli edifici religiosi, affinché avessero sempre l'abside rivolto a oriente, a est. In questo modo i fedeli e il sacerdote potevano pregare rivolti verso il sorgere del sole, un importante astro che lega le antiche religioni pagane al cristianesimo e a quasi tutte le religioni. Dopo il XVI secolo questa importante caratteristica delle chiese lentamente si perse anche a causa dell'ampliamento degli edifici di culto. Il presbiterio orientato a est dell'antico edificio, infatti, diventava molte volte una cappella laterale, portando progressivamente questa caratteristica ad essere quasi negletta.

## Storia
Fin dal Medioevo le chiese furono rivolte Versus Solem Orientem, riprendendo il culto pagano della salvezza degli uomini collegata alla generica direzione del punto cardinale est. Il simbolo stesso di Gesù era raffigurato con la simbologia del sole: “Sol justitiae, Sol Invictus, Sol Salutis”. Allo stesso modo la croce veniva indicata rivolta a oriente come segno di vittoria dalla morte, era infatti scritto che la croce posta sul monte Calvario doveva essere rivolta a ovest per essere visibile dai fedeli che pregavano rivolti a est. Questo obbligava a un attento studio della direzione astronomica fondamentale delle nuove chiese e ogni edificio di culto. Le Costituzioni apostoliche, manuale di comportamento del IV secolo d.C., invitavano i fedeli a pregare orientandosi a est e altrettanto doveva fare il clero durante la l'”Actio Liturgica”.
Questa scelta non veniva dalle indicazioni degli apostoli, ma riprendeva usanze religiose più antiche. Il Concilio di Nicea I (325 affermò che «ecclesiarum situs plerimque talis erat, ut fideles facie altare versa orantes orientem solem, symbolum Christi qui est sol iustitia et lux mundi interentur».  Di conseguenza le facciate delle chiese dovevano essere rivolte a ovest rispetto al baricentro del fabbricato, e l'abide a est. Maggiore promotore di questa regola, fu Gerberto D'Aureillac o Gerberto da Reims poi papa Silvestro II monaco benedettino nato nel X secolo in Francia nella regione di Alvernia. Questo personaggio culturalmente molto preparato scrisse oltre 200 lettere negli ultimi anni del primo Millennio e numerose bolle papali tra cui il “Tractatus de Astrolabio”, con lo studio dell'uso dell'astrolabio che doveva risolvere alcuni problemi geometrici perché potessero poi essere applicati a stabilire le linee direzionali delle chiese cristiane medioevali, invitato il criterio Versus Solem Orientem con il criterio Sol Aequinostionalis usando il punto di declinazione pari a zero dell'astro solare, che segue il moto diurno da est a ovest, e che poteva avvenire soltanto durante gli equinozi.
Si consideri che nel Medioevo le chiese avevano quasi sempre una forma a croce con l'ingresso a occidente, quindi ai piedi della croce, con la quale vi è una stretta relazione, portando così i fedeli che entravano a camminare verso l'ascesa a Cristo posto sulla croce. La direzione era quindi rivolta al sorgere dei corpi celesti e alla stella di Cristo che veniva detta La stella dell'est. Anche nelle sinagoghe i rotoli della Torah erano collocati in direzione della preghiera qibla che volgeva verso Gerusalemme. I monaci e gli eremiti segnavano con una croce il muro rivolto a est delle absidi, e non solo, anche nelle abitazioni private, come punto dove rivolgere la preghiera. Solo dal XVI secolo si possono trovare molte nuove chiese che non hanno più l'orientamento a est.

## Posizione degli astri in cielo
Gli studi astronomici hanno sempre indicato in modo inequivocabile che gli edifici religiosi antichi hanno tutti un orientamento verso un punto preciso dell'orizzonte dove gli astri erano visti sorgere. Questo è quasi sempre riferito al sorgere del sole, poche volte al sorgere della luna, quest'ultimi fanno quasi sempre riferimento alle chiese intitolate alla Madonna. La terra ogni giorno percorre un movimento nell'orbita che equivale a 1/365 del movimento annuale. Il movimento del sole è quindi apparente, ma dipende dal movimento dell'osservatore che posto su un determinato luogo della terra si muove con essa. Il moto apparente del sole compie sulla proiezione dell'orbita della terra un cerchio immaginario che attraversando una linea immaginaria crea la sfera celeste con l'orbita terrestre, questo viene chiamato, fin dagli antichi greci, eclittica.
Fin dall'antichità il solstizio d'inverno era un momento ritenuto importante e veniva festeggiato con riti propiziatori al sole proprio perché segnava il ritorno alla luce. La rinascita del sole indicava che l'inverno era alla fine e con l'inverno il periodo più difficile di sopravvivenza delle popolazioni. La rinascita di Cristo, secondo le scritture fu indicata in vicinanza del solstizio d'inverno, e il corrispondente il suo concepimento all'equinozio di primavera, dando una grande importanza alla posizione solare nel cielo, e conferendone uno dei più importanti simboli liturgici. Contrariamente le festività pasquali seguono l'andamento lunare che può variare fino a un massimo di trenta giorni con il primo giorno di primavera, portando una variante di circa 18° a nord dell'est. Per questo motivo l'orientazione delle chiese dipende ad est dipende dall'anno di fondazione.
La data dell'equinozio di primavera fu indicata da Gaio Giulio Cesare nel 25 marzo, contrariamente i 15 marzo nel 1001, 12 marzo nel 1401 e con la riforma gregoriana nel 21 marzo. Dipendeva poi dall'architetto che ne decideva l'orientamento di porre l'asse della chiesa osservando la direzione del sole nascente il giorno indicato come primo giorno di primavera, senza probabilmente seguire ulteriori studi astronomici. L'uso della bussola produsse chiese orientate secondo l'est magnetico e non quello astronomico, ma l'uso di nuove tecnologie permettono di indicare l'esatto punto astronomico indicato per la realizzazione delle chiese medioevali.